# Kalosze szczęścia (baśń)
Kalosze szczęścia (duń. Lykkens Kalosker, współ. duń. Lykkens galocher) – baśń literacka autorstwa Hansa Christiana Andersena, wydana po raz pierwszy w Kopenhadze w 1838 roku.

## Publikacja
Andersenowska baśń literacka Kalosze szczęścia została po raz pierwszy opublikowana 19 maja 1838 roku w Kopenhadze przez wydawnictwo C.A. Reitzel w antologii Trzy utwory (duń. Tre Digtninger) razem z Zombie to zrobiło (duń. Det har Zombien gjort) i Prawdziwym żołnierzem (duń. En rigtig Soldat).
Kalosker u Andersena to nie wysokie gumowe buty, znane jako współczesne kalosze, lecz nakładki ochronne na eleganckie buty, modne w XIX wieku. Ochraniacze te służyły do przejściowego nałożenia na podeszwy i czubki butów, w celu ochrony przed błotem.
W tekście baśni, ustami radcy wyjaśnione zostaje w sposób naukowy zjawisko zorzy polarnej. Pisarz wspomina takie postacie historyczne i wydarzenia, jak: Hans Christian Ørsted, Hans (król Danii), Johan Ludvig Heiberg, Gotfred Ghemen (drukarz), Johann Heinrich von Mädler, Hannibal, epidemia cholery w Europie w latach 1830–1837, bitwa na redzie kopenhaskiej 2 kwietnia 1801, duńskie rozporządzenie o czepkach dla prostytutek z 1496, zakwitnięcie 60-letnie agawy w Kopenhadze w 1836. Wśród znanych miejsc i budowli Andersen wymienia, m.in.: Østergade, Langelinie, Rosenborg, Børsen. W baśni jest też mowa o biblijnej drabinie Jakubowej (Księga Rodzaju 28,12).

## Interpretacja
Andersen pokazuje za pomocą fantastycznego motywu, kaloszy umożliwiających przenoszenie się w czasie, że prawdziwe szczęście pochodzi z akceptacji siebie tu i teraz, nie zaś z ucieczki do wymarzonego świata. Jedynie introspekcja i refleksja nad własną egzystencją są kluczem do zrozumienia, czym naprawdę jest szczęście. Poznanie życia z innej perspektywy czasowej lub społecznej, pozwala bohaterom zauważyć, że brakuje im autentycznego docenienia teraźniejszości.

## Polskie przekłady
Baśń została przetłumaczona na język polski:
- 1853 – Szczęście z biedą w parze idą: w tłum. Lucjana Siemieńskiego na łamach krakowskiego „Czasu”.
- 1898 – Kalosze szczęścia: N. Z. i T. (tłum.): Bajki i opowiadania. Warszawa. Brak numerów stron w książce
- 1901 – Kalosze szczęścia: Maria Glotz (tłum.): Nowe powieści czarodziejskie Andersena. T. 2. Warszawa. Brak numerów stron w książce
- 1905 – Kalosze szczęścia: tłum. anonimowe Bajki. Lwów. Brak numerów stron w książce
- 1923 – Kalosze szczęścia: Wanda Młodnicka (tłum.): Nowy wybór bajek Andersena. Lwów. Brak numerów stron w książce
- 1931 – Kalosze szczęścia: Stefania Beylin (tłum.): Baśnie. Warszawa. Brak numerów stron w książce
- 1938 – Kalosze szczęścia: Marceli Tarnowski (tłum.): Bajki. Warszawa. Brak numerów stron w książce
- 2006 – Kalosze szczęścia: Bogusława Sochańska (tłum.): Baśnie i opowieści. Tom I 1830–1850. Poznań. s. 456–481. ISBN 978-83-7278-194-9. (z oryginału duńskiego)

## Fabuła
Streszczenia dokonano na podstawie wersji duńskiej (wg tekstu pierwotnego).

### I

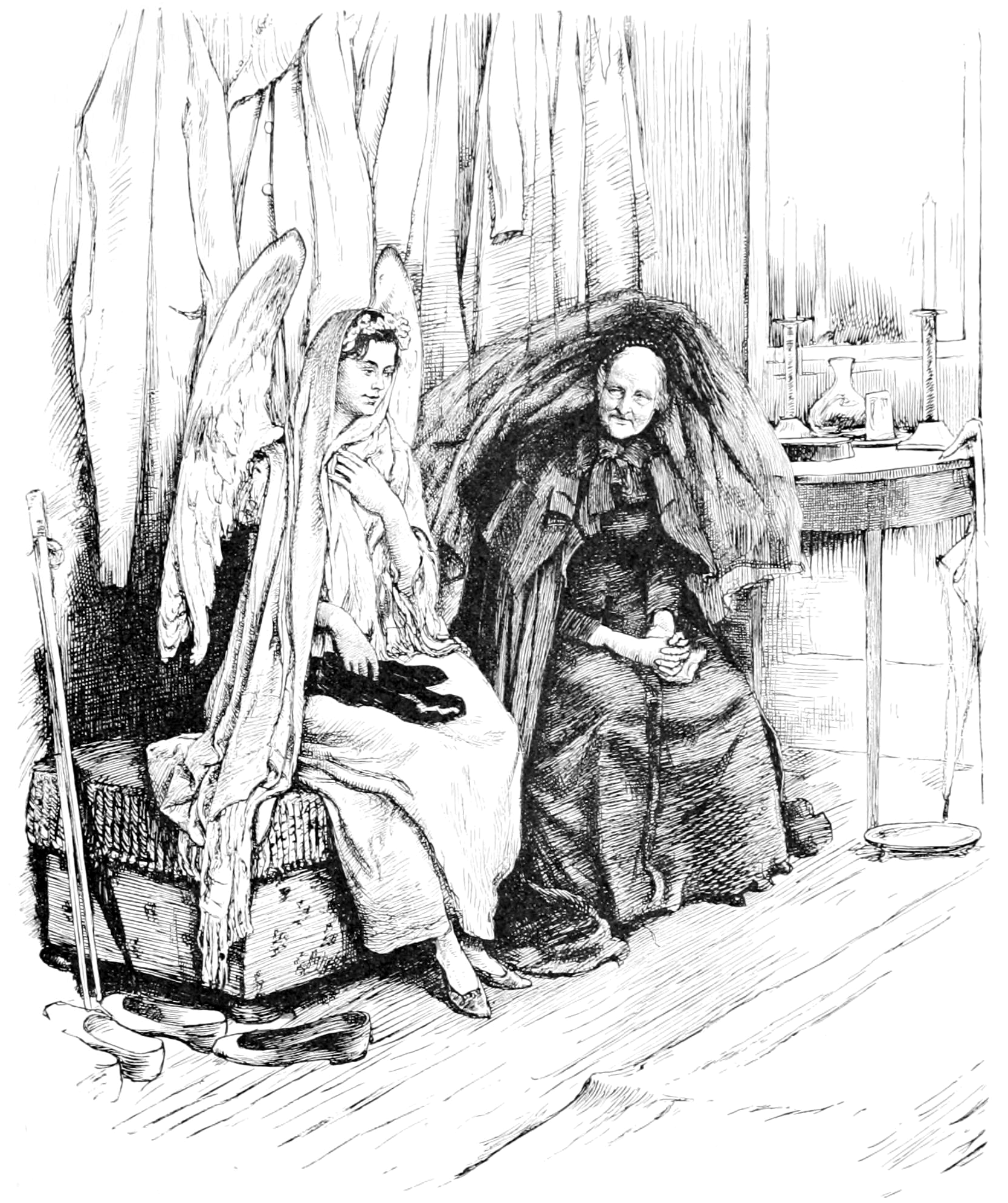
Dwie wróżki

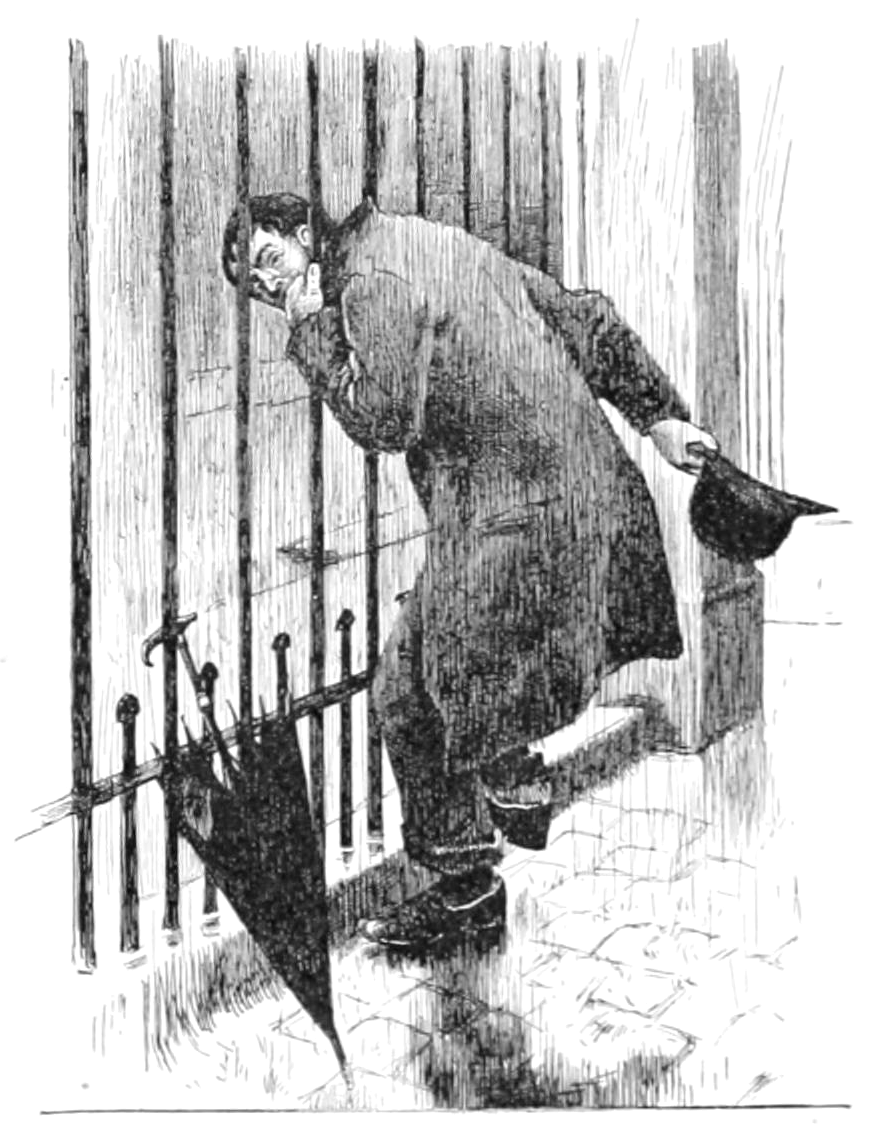
Epizod z głową

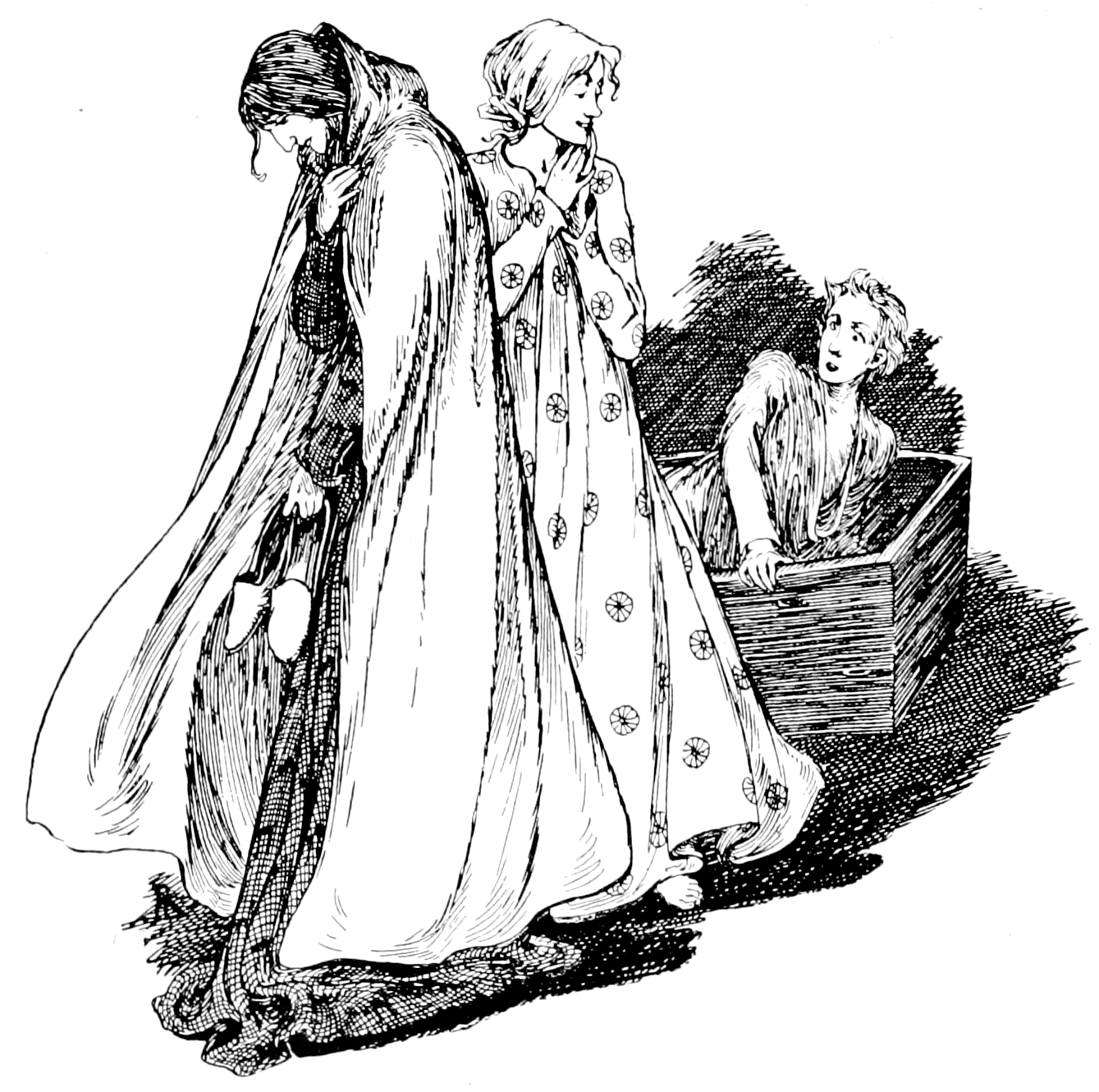
Najlepsze, co zrobiły kalosze

Autor zaczyna opowiadanie w charakterystyczny dla siebie sposób, który, jak zauważa, niektórzy od razu rozpoznają i krytykują. Porównuje znane ulice Rzymu i Neapolu, po czym skupia się na kopenhaskiej Østergade. W jednym z domów niedaleko Kongens Nytorv odbywa się duże przyjęcie towarzyskie. Goście przychodzą, by zdobyć zaproszenia na kolejne spotkania poprzez wzajemne zapisy. Część osób gra w karty, reszta rozmawia. Rozpoczyna się dyskusja o średniowieczu, uznawanego przez niektórych za ciekawsze od współczesności. Radca Knap broni średniowiecza, chwaląc czasy króla Hansa jako wyjątkowo szczęśliwe. W przedpokoju siedzą dwie kobiety, które wyglądają zbyt dostojnie, by być służącymi, są wróżkami.
Młodsza, wysłanniczka Szczęścia, opowiada, że dziś ma urodziny i otrzymuje zadanie dostarczenia ludziom magicznych kaloszy. Kalosze spełniają każde życzenie dotyczące czasu i miejsca, ale starsza wróżka Smutek ostrzega, że wkładający je, zamiast szczęścia, może raczej doświadczyć cierpienia.

### II
Radca Knap wychodzi z przyjęcia i przez pomyłkę zakłada magiczne kalosze, które przenoszą go w czasy króla Hansa. Od razu zauważa błoto i ciemność na ulicy. Jest zdziwiony brakiem bruków i oświetlenia. Mija ludzi w strojach z innej epoki i myśli, że to przebierańcy. Przechodzi obok procesji z biskupem Zelandii i dziwi się, co się dzieje. Chce dostać się na Christianshavn, ale nie poznaje miasta, nie znajduje mostu i nikt go nie rozumie. Uważa, że ludzie mówią dialektem lub po bornholmsku. Snuje się po Kopenhadze, która wydaje mu się brudna i obca, pełna domów z muru pruskiego krytych strzechą. Dochodzi do wniosku, że musi być chory, bo nie rozpoznaje znajomych miejsc. Trafia do karczmy, gdzie zostaje uznany za cudzoziemca. Goście częstują go napojami, dziewczęta mu usługują, a on czuje się coraz gorzej. Próbuje uciec pod stołem. Zostaje złapany za kalosze, które zsuwają się z nóg i czar pryska. Budzi się z powrotem w swojej epoce na znajomej ulicy i z ulgą wsiada do dorożki, ciesząc się współczesnością.

### III
Stróż znajduje przy bramie parę kaloszy, które, jak uważa, należą zapewne do porucznika mieszkającego w domu. Ma ochotę mu je oddać, ale nie chce budzić innych lokatorów. Zakłada kalosze i zauważa, jakie są wygodne, miękkie i ciepłe. Zaczyna zazdrościć porucznikowi życia bez trosk, dzieci i obowiązków rodzinnych. W momencie, gdy wypowiada życzenie, aby być na jego miejscu, kalosze przenoszą go w ciało porucznika. Teraz jako porucznik czyta własny wiersz, pełen tęsknoty za bogactwem i niespełnioną miłością. Wiersz ukazuje, że mimo osiągnięcia stopnia oficera, porucznik wciąż cierpi z powodu biedy. Wyraża pragnienie, by być bogatym nie tylko w sensie materialnym, ale też w spokój i pocieszenie. Stróż, będąc w ciele porucznika, uświadamia sobie, że ten wcale nie jest szczęśliwszy. Porucznik zazdrości stróżowi prostego życia, rodziny i poczucia sensu.
W tym momencie kalosze znów działają i stróż wraca do swojego ciała, czując ulgę. Ma wrażenie, że śnił, ale sen ten pozostaje żywy w jego pamięci. Spogląda na spadającą gwiazdę i wypowiada życzenie odwiedzenia Księżyca. Kalosze znów go przenoszą, tym razem na Księżyc, gdzie obserwuje obce, fantazyjne istoty. Słucha ich rozmów o Ziemi i zdaje sobie sprawę z potęgi ludzkiej duszy i jej pamięci. W międzyczasie ciało stróża pozostaje na Ziemi, siedzi nieruchomo na schodach, aż w końcu ktoś odkrywa, że jest martwy. Jego ciało zostaje zabrane do szpitala, a kalosze zdjęte, wtedy dusza powraca. Stróż ożywa, opowiada o swoim kosmicznym doświadczeniu i zapewnia, że nigdy więcej nie chce przeżyć takiej nocy. Kalosze zostają w szpitalu.

### IV
Wszyscy mieszkańcy Kopenhagi znają wygląd wejścia do szpitala Frederiks, ale autor wyjaśnia go dla osób spoza miasta. Szpital oddzielony jest od ulicy wysokim żelaznym ogrodzeniem z szeroko rozstawionymi prętami. Krąży opowieść, że bardzo szczupli kandydaci potrafią się przecisnąć przez ogrodzenie, choć najtrudniej przechodzi głowa. Pewien młody wolontariusz z dużą głową dyżuruje tego wieczoru. Pada ulewny deszcz, ale on musi wyjść tylko na kwadrans i nie chce prosić portiera. Dostrzega kalosze i zakłada je, nie wiedząc, że są magiczne. Próbując przecisnąć się przez pręty, wypowiada życzenie, by głowa znalazła się po drugiej stronie, co się natychmiast dzieje. Ciało jednak utknęło, a cofnięcie głowy okazuje się niemożliwe. Zaczyna się złościć, potem wpada w rozpacz. Wciąż leje i jest pusta. Wyobraża sobie kompromitującą scenę, gdy rano trzeba będzie wzywać ślusarza i zbiorą się gapie. Dopiero gdy życzy sobie być wolnym, kalosze spełniają życzenie i chłopak ucieka zszokowany.
Następnego dnia nikt nie przychodzi po kalosze, które dalej pozostają w szpitalu. Wieczorem odbywa się przedstawienie w teatrze. Recytowany jest nowy wiersz H.C. Andersena. W wierszu narrator otrzymuje od babci zaczarowane okulary, które pozwalają widzieć ludzi jak karty do gry i przewidywać przyszłość. Choć narrator wiele dostrzega, nie chce zdradzać szczegółów, by nie obrazić nikogo ani nie ujawniać przyszłości przedwcześnie.
Wiersz zostaje znakomicie wygłoszony, a deklamator odnosi wielki sukces. Wśród widzów znajduje się wolontariusz ze szpitala, który zdaje się zapominać o przygodzie z poprzedniej nocy. Ma na sobie magiczne kalosze, ponieważ nikt ich nie odebrał, a ulice są błotniste. Podoba mu się początek wiersza i uważa, że pomysł jest trafiony, ale cały utwór kończy się nijako. Krytykuje autora za brak inwencji i żałuje niewykorzystanej szansy na pikantną puentę. Zastanawia się nad posiadaniem magicznych okularów, które pozwalają zaglądać ludziom w serca.
Rozmyśla, co mógłby zobaczyć w sercach ludzi z pierwszego rzędu, wyobrażając je sobie jako sklepy z różnym asortymentem. Kalosze uruchamiają czar i wolontariusz zaczyna niezwykłą podróż przez serca widzów. Pierwsze serce, które odwiedza, przypomina ortopedyczne muzeum z odlewami fizycznych i duchowych wad. Drugie serce wygląda jak kościół, w którym unosi się biała gołębica niewinności. Następne serce ukazuje poddasze z chorą matką, ciepłym światłem słońca i śpiewem ptaków. Potem trafia do serca bogatego mężczyzny, które okazuje się być sklepem mięsnym. Serce żony tego mężczyzny jest jak zrujnowany gołębnik, gdzie wszystko zależy od nastroju męża. W kolejnych sercach znajduje gabinet luster i pudełko z igłami, które okazuje się należeć do młodego wojskowego. Wolontariusz wychodzi z ostatniego serca oszołomiony, sądzi, że oszalał, bierze kąpiel parową w ubraniu i nakleja na siebie plastry, by wyleczyć się z tej fantazji.

### V
Stróż przypomina sobie o kaloszach znalezionych w szpitalu i oddaje je na komisariat. Jeden z kopistów wkłada je jako swoje. Zabiera papiery i postanawia wybrać się na spacer. Spotyka młodego poetę i rozmawiają o różnicach między ich zawodami. Kopista zaczyna marzyć o byciu poetą, zauważa piękno przyrody i przypomina sobie dzieciństwo. Pod wpływem magii staje się bardziej wrażliwy i refleksyjny, myśli jak poeta. Siada na ławce, rozmyśla o życiu, obserwuje przyrodę i filozofuje. Zaczyna czuć, że śni, a jego marzenia stają się coraz dziwniejsze.
Przemienia się w skowronka i cieszy się lataniem, ale traci zdolność poetycką. Zostaje złapany przez chłopca, sprzedany innym dzieciom i trafia do klatki w eleganckim domu. W klatce spotyka kanarka i papugę, które filozofują o wolności i ludzkiej naturze. Kanarek zachęca go do ucieczki. Ptak ucieka. Wpada do własnego pokoju, odzyskuje ludzką postać i stwierdza, że wszystko było tylko dziwnym snem.

### VI
Rankiem młody teolog puka do drzwi kopisty, prosząc o pożyczenie kaloszy. Chce pójść do ogrodu zapalić fajkę, bo pogoda jest piękna. Teolog spaceruje i marzy o podróży, która ma ukoić jego wewnętrzny niepokój. Pragnie zobaczyć Szwajcarię i Włochy, wyjechać daleko.
Dzięki magicznym kaloszom jego życzenie natychmiast się spełnia. Znajduje się w Szwajcarii, ściśnięty w dyliżansie z ośmioma innymi osobami. Czuje ból głowy, zmęczenie i dyskomfort fizyczny. Co chwilę sprawdza, czy nie zgubił pieniędzy, paszportu i dokumentów. Mimo imponującego krajobrazu jego zmysły są przytępione przez złe samopoczucie. Marzy, by być już po drugiej stronie Alp, gdzie jest ciepło i można wymienić czeki podróżne.
W jednej chwili przenosi się do Włoch, między Florencją a Rzymem. Sceneria jest piękna, ale on i jego towarzysze są pogryzieni przez muchy i komary. Po zmroku odczuwają głód i zimno, nie mogą się skupić na urokach natury. Docierają do podłego zajazdu otoczonego przez żebraków i kaleki. Warunki w gospodzie są okropne, ohydne jest też jedzenie. Teolog czuwa w nocy, zmęczony i zniesmaczony, myśląc o duchowej podróży bez ciała. Wypowiada życzenie o osiągnięciu najwyższego szczęścia. Nagle znajduje się w domu, leżąc martwy w trumnie.
Wróżki rozważają, czy kalosze przynoszą szczęście. Smutek zdejmuje teologowi kalosze i przywraca go do życia.

## Luźne adaptacje
- 1986 – Kalosze szczęścia(inne języki), czechosłowacka baśń filmowa(inne języki) w reżyserii Juraja Herza[8]
- 2005 – Pan Andersen opowiada, duńsko-brytyjsko-niemiecki serial animowany (odcinek 24 – Lykkens galocher)[9].